# Classifica mondiale della FIFA
|                                                                         |               |         |                |
| Prime 25 posizioni della classifica FIFA (aggiornata al 10 luglio 2025) |               |         |                |
| Pos                                                                     | Squadra       | Punti   | Confederazione |
| 1                                                                       | Argentina     | 1885,36 | CONMEBOL       |
| 2                                                                       | Spagna        | 1867,09 | UEFA           |
| 3                                                                       | Francia       | 1862,03 | UEFA           |
| 4                                                                       | Inghilterra   | 1813,32 | UEFA           |
| 5                                                                       | Brasile       | 1777,69 | CONMEBOL       |
| 6                                                                       | Portogallo    | 1770,53 | UEFA           |
| 7                                                                       | Paesi Bassi   | 1758,18 | UEFA           |
| 8                                                                       | Belgio        | 1736,38 | UEFA           |
| 9                                                                       | Germania      | 1716,98 | UEFA           |
| 10                                                                      | Croazia       | 1707,51 | UEFA           |
| 11                                                                      | Italia        | 1702,58 | UEFA           |
| 12                                                                      | Marocco       | 1698,72 | CAF            |
| 13                                                                      | Messico       | 1689,73 | CONCACAF       |
| 14                                                                      | Colombia      | 1679,46 | CONMEBOL       |
| 15                                                                      | Stati Uniti   | 1671,04 | CONCACAF       |
| 16                                                                      | Uruguay       | 1670,76 | CONMEBOL       |
| 17                                                                      | Giappone      | 1641,23 | AFC            |
| 18                                                                      | Senegal       | 1631,10 | CAF            |
| 19                                                                      | Svizzera      | 1635,08 | UEFA           |
| 20                                                                      | Iran          | 1624,30 | AFC            |
| 21                                                                      | Danimarca     | 1621,24 | UEFA           |
| 22                                                                      | Austria       | 1591,24 | UEFA           |
| 23                                                                      | Corea del Sud | 1587,08 | AFC            |
| 24                                                                      | Australia     | 1567,95 | AFC            |
| 25                                                                      | Ecuador       | 1570,68 | CONMEBOL       |

La classifica mondiale della FIFA o ranking mondiale FIFA, chiamata ufficialmente per ragioni di sponsorizzazione FIFA Coca-Cola Men's World Ranking, è un sistema di classificazione per nazionali di calcio, stilato periodicamente dalla FIFA per rendere possibile paragoni oggettivi tra le forze relative delle squadre nazionali attive in campo internazionale.
La classifica viene compilata attraverso un sistema a punti, calcolati in base ai risultati delle partite internazionali (comprese coppe e amichevoli) riconosciute dalla FIFA. Il sistema è stato modificato diverse volte, generalmente per rispondere alle critiche ricevute, secondo le quali i precedenti metodi di calcolo non riflettevano realmente gli effettivi valori delle Nazionali di calcio. La versione attuale è stata varata il 16 agosto 2018, ispirandosi al sistema di classificazione Elo usato negli scacchi e nel go.
In parallelo al ranking FIFA sono sorte nel corso degli anni classifiche alternative non ufficiali, tra cui il World Football Elo Ratings (anch'esso derivato da Elo) e l'Unofficial Football World Championships (che classifica le squadre in base al numero di volte in cui una squadra ha difeso il titolo di campione UFWC, seguendo un metodo simile a quello utilizzato nel pugilato: chi sconfigge i campioni in una partita ufficiale, diventa a sua volta campione).

## Storia

### Metodo di calcolo (1993-1998)
Nel dicembre 1992 la FIFA pubblicò per la prima volta, seppur in maniera informale, una classifica comparativa tra le nazionali di calcio ad essa associate. Fu, però, solo dall'agosto 1993, con la sponsorizzazione della Coca-Cola, che la lista assunse carattere ufficiale e venne aggiornata più frequentemente per essere pubblicata mensilmente. Inizialmente il sistema di calcolo era piuttosto semplice: assegnava infatti 3 punti per ogni vittoria ed 1 punto per ogni pareggio.

### Metodo di calcolo (1999-2006)
Per via di questo approccio semplicistico, tuttavia, la FIFA capì in seguito che bisognava aggiungere anche dei fattori sul valore delle partite. Per rendere più equa ed obiettiva la comparazione, nel gennaio 1999 il sistema venne rivisitato, apportando le seguenti modifiche:
- il punteggio fu scalato di un fattore di dieci;
- il metodo di calcolo fu cambiato per tenere conto di vari fattori, tra cui:
  - il numero di gol fatti e subiti;
  - il fattore se una partita era giocata in casa o fuori casa;
  - l'importanza di una partita o di una competizione;
  - la forza della confederazione di cui una Nazionale faceva parte;
- un numero fissato di punti non era più necessariamente assegnato per una vittoria o un pareggio;
- vennero assegnati punti anche in caso di sconfitta.

Inoltre vennero introdotti due premi speciali:
- Team of the Year
- Best Mover of the Year

Le modifiche resero il sistema più complesso, ma migliorarono l'accuratezza dei punteggi.

### Metodo di calcolo (2006-2018)
Nel luglio 2006 la FIFA rinnovò il sistema di classificazione,  alla fine della campionato mondiale di Germania, vinto dall'Italia, tredicesima nella classifica di maggio e seconda alle spalle del Brasile nella classifica di luglio. Il periodo di valutazione delle squadre fu ridotto da otto a quattro anni e le classifiche stilate sulla base di un metodo di calcolo più semplice. Non contavano più i gol segnati e il vantaggio del fattore campo. Inoltre furono stati rivisti gli specifici metodi di calcolo, come ad esempio l'importanza attribuita in passato ai diversi tipi di partite. Il nuovo ranking debuttò il 12 luglio 2006.
Il mutamento è dovuto in gran parte alle continue critiche rivolte al precedente sistema. Molti esperti e appassionati di calcio hanno manifestato la loro disapprovazione verso un sistema che ritenevano impreciso, soprattutto se paragonato a quelli utilizzati in altri sport, e refrattario ai cambiamenti delle performance delle singole squadre. Gli ultimi piazzamenti, inaspettatamente molto alti, di alcune nazionali raramente considerate di primissimo livello erano accolti con scetticismo e influenzavano negativamente la credibilità del sistema agli occhi di molti fan del calcio. Le deludenti partite disputate da alcune squadre piazzate nelle prime posizioni ma eliminate già alla prima fase del campionato del mondo del 2006 fornirono un'ulteriore conferma alle critiche.
Il nuovo metodo di calcolo, introdotto nel luglio 2006, fu concordato a Lipsia il 7 dicembre 2005 da un comitato FIFA. Tra i cambiamenti apportati vi erano l'eliminazione dal computo complessivo dei fattori del gioco in casa o fuori casa e del numero di gol, oltre alla semplificazione di vari aspetti del sistema e alla riduzione del periodo di riferimento per i risultati da 8 a 4 anni. Tra i risultati conseguiti negli ultimi 4 anni fu, però, data maggiore importanza a quelli più recenti, grazie ad un sistema di pesi (vedi paragrafo). I fattori usati nel calcolo erano:
- Risultato della partita (M)
- Importanza della partita (I)
- Forza dell'avversario (T)
- Forza della confederazione di appartenenza (C)

La formula per il calcolo dei punti ottenuti da una squadra in un dato incontro era la seguente:
{\displaystyle P=M\times I\times T\times C}

#### Risultato della partita
Nel metodo precedente veniva applicato un sistema complicato per l'assegnazione dei punti in base a quanto era forte l'avversario o a quanto era largo il margine di sconfitta, consentendo alle squadre più deboli di guadagnare punti quando affrontavano avversari più forti. Con il nuovo sistema l'assegnazione dei punti ricavata dal risultato della partita divenne più semplice: 3 punti per la vittoria, 1 per il pareggio e 0 per la sconfitta; nel caso in cui la partita fosse stata decisa attraverso i tiri di rigore, la squadra vincente avrebbe ottenuto 2 punti, mentre quella perdente ne avrebbe ricevuto uno.
| Risultato                 | Punti |
| ------------------------- | ----- |
| Vittoria (non ai rigori)  | 3     |
| Vittoria (ai rigori)      | 2     |
| Pareggio                  | 1     |
| Sconfitta (ai rigori)     | 1     |
| Sconfitta (non ai rigori) | 0     |

#### Importanza della partita
Ogni partita ricopriva una diversa importanza per le squadre e la FIFA cercava di rispettare questo fattore impiegando un sistema pesato, nel quale le partite più significative erano quelle giocate nella fase finale del campionato mondiale di calcio, mentre quelle meno significative erano le amichevoli.
Nella tabella sottostante sono riportati i moltiplicatori di importanza della partita adottati per il ranking, a seconda del tipo di incontro disputato.
| Tipo di partita                                                          | Moltiplicatore |
| ------------------------------------------------------------------------ | -------------- |
| Amichevole                                                               | x 1            |
| Qualificazione alla Coppa del Mondo FIFA o ad un campionato continentale | x 2,5          |
| Fase finale di un campionato continentale o della Confederations Cup     | x 3            |
| Fase finale della Coppa del Mondo FIFA                                   | x 4            |

#### Forza dell'avversario
Il nuovo sistema utilizzava un fattore di forza dell'avversario basato sulla posizione occupata in classifica dalle squadre. Il sistema precedente calcolava, invece, tale fattore in base alla differenza punti in classifica tra le squadre.
La formula impiegata era la seguente:
{\displaystyle {\text{Moltiplicatore forza avversario}}=(200-{\text{posizione in classifica avversario}})/100}
Vi erano, tuttavia, due eccezioni:
- se l'avversario è classificato al 1º posto, gli viene assegnato un moltiplicatore pari a 2 (infatti [200-1]/100 = 1,99, arrotondato a 2);
- se l'avversario è classificato al 150º posto (o al di sotto di tale posizione), gli viene assegnato un moltiplicatore minimo pari a 0,5 (infatti [200-150]/100 = 0,5).

Esempio 1: se l'avversario si trova attualmente all'8º posto, il suo moltiplicatore di forza vale:
{\displaystyle (200-8)/100=1,92}
Esempio 2: se l'avversario si trova attualmente al 125º posto, il suo moltiplicatore di forza vale:
{\displaystyle (200-125)/100=0,75}
Esempio 3: se l'avversario si trova attualmente al 188º posto, essendo al di sotto della posizione numero 150, il suo moltiplicatore di forza è quello minimo, ossia 0,5.
Nel conteggio del moltiplicatore, la posizione era ricavata dal ranking mondiale FIFA più recente al momento in cui veniva disputato l'incontro.

#### Forza della confederazione di appartenenza
Nel calcolo complessivo, unitamente al moltiplicatore di forza dell'avversario, la FIFA prendeva in considerazione anche la forza relativa della confederazione di cui faceva parte una nazionale. A ogni confederazione era assegnato un valore compreso tra 0,85 ed 1, ricavato dalle prestazioni che le nazionali di quella confederazione avevano ottenuto nelle ultime tre edizioni del campionato mondiale. I valori erano i seguenti:
| Confederazione                   | Dopo il mondiale 2014 | Dopo il mondiale 2010 | Dopo il mondiale 2006 | Prima e durante il mondiale 2006 |
| -------------------------------- | --------------------- | --------------------- | --------------------- | -------------------------------- |
| UEFA (Europa)                    | 0,99                  | 1                     | 1                     | 1                                |
| CONMEBOL (Sud America)           | 1                     | 1                     | 0,98                  | 0,99                             |
| CONCACAF (Nord e Centro America) | 0,85                  | 0,88                  | 0,85                  | 0,88                             |
| AFC (Asia)                       | 0,85                  | 0,85                  | 0,85                  | 0,85                             |
| CAF (Africa)                     | 0,85                  | 0,86                  | 0,85                  | 0,85                             |
| OFC (Oceania)                    | 0,85                  | 0,85                  | 0,85                  | 0,85                             |

Il moltiplicatore usato nel calcolo era la media tra i valori delle confederazioni delle due squadre:
{\displaystyle {\text{Moltiplicatore forza confed.}}={\frac {{\text{valore confed. squadra }}1+{\text{ valore confed. squadra }}2}{2}}}

#### Peso delle partite più recenti
Nel calcolo erano considerati gli incontri disputati negli ultimi 4 anni (ossia 48 mesi), ma veniva attribuito un peso aggiuntivo per dare più enfasi a quelli disputati più recentemente. Il valore di tale peso era calcolato nella maniera seguente:
| Data della partita                 | Peso        |
| ---------------------------------- | ----------- |
| Negli ultimi 12 mesi (0-1 anni fa) | x 1 (100%)  |
| Da 12 a 24 mesi fa (1-2 anni fa)   | x 0,5 (50%) |
| Da 24 a 36 mesi fa (2-3 anni fa)   | x 0,3 (30%) |
| Da 36 a 48 mesi fa (3-4 anni fa)   | x 0,2 (20%) |

Un caso notevole fu rappresentato dalla nazionale di São Tomé e Príncipe, che nel dicembre 2007 fu eliminata dal ranking poiché non aveva giocato alcuna partita nell'arco degli ultimi quattro anni. Per lo stesso motivo la nazionale della Papua Nuova Guinea non venne inserita nelle classifiche di luglio e agosto del 2011.

### Metodo di calcolo (dal 2018)
Il 10 giugno 2018 la FIFA ha approvato e annunciato ufficialmente un nuovo sistema di classificazione. In un primo momento sarebbe dovuto entrare in vigore nel luglio 2018 (ovvero subito dopo la fine del campionato del mondo di Russia), ma, non essendoci partite in programma tra le classifiche di luglio e agosto, la sua introduzione è stata posticipata direttamente ad agosto 2018. Inoltre la FIFA aveva pianificato originariamente di mantenere i precedenti punteggi come base di partenza, ma alla fine si è deciso di ridistribuirli in maniera equa in un intervallo compreso tra i 1600 punti assegnati alla Germania (al primo posto nella classifica di giugno 2018) e gli 868 dati ad Anguilla, Bahamas, Eritrea, Somalia, Tonga e Turks e Caicos (che erano invece in fondo alla classifica), in base alla seguente formula:
{\displaystyle P_{seeding}=1600-(R-1)\times 4},
dove R è la posizione occupata nel giugno 2018. Se due o più Nazionali avevano posizioni uguali, quella successiva ha ricevuto la posizione immediatamente successiva ai fini del riconteggio (ad esempio, se A e B erano entrambe alla posizione 11, ovvero R=11, a quella immediatamente seguente è stato assegnato R=12 pur essendo alla posizione 13).
Il metodo di calcolo adottato è modellato in maniera simile a quello utilizzato nel sistema di classificazione Elo e le posizioni delle Nazionali vengono aggiornate di partita in partita nell'arco di un mese (quindi non più in base ai risultati degli ultimi 4 anni). La formula utilizzata nel vigente metodo di calcolo è la seguente:
{\displaystyle P=P_{\text{before}}+I(W-W_{e})}
dove:
- Pbefore – punteggio della Nazionale prima della partita
- I – coefficiente di importanza della partita che può assumere i seguenti valori:
  - 5 – amichevoli disputate al di fuori del calendario internazionale FIFA
  - 10 – amichevoli disputate all'interno del calendario internazionale FIFA
  - 15 – partite della Nations League (fase a gironi)
  - 25 – partite della Nations League (playoff e finali)
  - 25 – partite di qualificazione ai campionati continentali e ai campionati mondiali FIFA
  - 35 – partite dei campionati continentali (prima dei quarti di finale)
  - 40 – partite dei campionati continentali (dai quarti di finale in poi) e della Confederations Cup
  - 50 – partite del campionato mondiale FIFA (prima dei quarti di finale)
  - 60 – partite del campionato mondiale FIFA (dai quarti di finale in poi)
- W – risultato della partita che può assumere i seguenti valori:
  - 0 – sconfitta dopo i tempi regolamentari o supplementari
  - 0.5 – pareggio o sconfitta ai tiri di rigore
  - 0.75 – vittoria ai tiri di rigore
  - 1 – vittoria dopo i tempi regolamentari o supplementari

N.B.: Se una partita termina con un vincitore al termine dei tempi regolamentari o supplementari, ma richiede lo stesso i tiri di rigore (come accade ad esempio nelle gare di ritorno di una competizione ad eliminazione diretta), viene considerata comunque come una gara normale e questi ultimi vengono ignorati.
- We – il risultato atteso della gara, determinato dalla formula:

{\displaystyle W_{e}={\frac {1}{10^{-{\frac {dr}{600}}}+1}}}
dove dr è la differenza tra i punteggi delle due Nazionali prima della partita, ossia {\displaystyle Pa-Pb} con Pa (Nazionale valutata) e Pb (Nazionale avversaria).
Inoltre, nelle sole fasi finali delle competizioni ad eliminazione diretta, se una nazionale otterrà un saldo negativo di punti (ad esempio perdendo oppure vincendo ai rigori contro una squadra posizionata più in basso in classifica), in questo caso non le verranno scalati, ma resteranno invariati (ovvero se {\displaystyle (W-W_{e})<0}, allora {\displaystyle P=P_{\text{before}}}).
Questa regola è stata introdotta per premiare le nazionali che arrivano alla fase ad eliminazione diretta, non facendo perdere loro il punteggio.

## Storia del primo posto
Dopo l'introduzione del sistema, avvenuta nell'agosto del 1993, fu la Germania, campione del mondo da tre anni, la prima nazionale a guidare la classifica. Durante tale periodo, infatti, la squadra tedesca dominava il calcio mondiale, in quanto nel decennio precedente aveva raggiunto tre finali consecutive della Coppa del mondo, perdendo quelle del 1982 e 1986 e vincendo nel 1990, e la finale del campionato europeo del 1992, persa. Il cambio della prima posizione in classifica avvenne quasi subito con il Brasile che si portò in testa alla graduatoria durante le qualificazioni ai Mondiali del 1994. In seguito, la vetta della classifica fu occupata per un breve periodo dall'Italia, la quale raggiunse la prima posizione, a pari punti (59) con i Paesi Bassi, nel novembre 1993, nella scia dell'ottimo girone di qualificazione al mondiale fino ad allora disputato. Un mese più tardi fu di nuovo la Germania a tornare in testa, sebbene a pari punti con gli Azzurri (59).
Il successo del Brasile nel lungo raggruppamento di qualificazione sudamericano riportò la squadra brasiliana al primo posto per un breve periodo. Durante il mondiale del 1994, in cima alla classifica era invece ritornata la Germania, che fu scalzata alla fine della competizione dallo stesso Brasile, neo-vincitore del suo quarto titolo mondiale. Il dominio del Brasile sarebbe durato quasi incontrastato per i successivi sette anni. Il nuovo cambiamento in testa alla graduatoria si registrò nel 2001, quando la Francia, che aveva vinto nei cinque anni precedenti un Mondiale (sconfiggendo in finale proprio il Brasile per 3-0) e un Europeo, superò nella classifica il Brasile, diventando la nazionale più forte del mondo secondo il ranking. Nel 2002 il Brasile conquistò la Coppa del mondo di Giappone e Corea del Sud e arrivò nuovamente in cima al ranking.
Un lustro più tardi, nel febbraio 2007, l'Italia tornò a comandare la graduatoria, forte della vittoria al Mondiale del 2006. Nella classifica di marzo 2007 il primo posto fu occupato dall'Argentina, che, scavalcata l'Italia, si portò in testa alla graduatoria della FIFA per la prima volta nella sua storia. Gli Azzurri tornarono a comandare la classifica da aprile a luglio, mese in cui scesero al terzo posto a beneficio del Brasile e dell'Argentina, battuta per 3-0 dai brasiliani nella finale della Copa América 2007.
Nel settembre 2007 l'Italia tornò in testa alla classifica; nel mese successivo fu l'Argentina a ritornare per la seconda volta nella sua storia al primo posto, grazie alle vittorie ottenute nel girone CONMEBOL di qualificazione al Mondiale di Sudafrica 2010.
La vittoria al campionato europeo del 2008 proiettò la Spagna per la prima volta al comando della classifica FIFA. Dalla vittoria del Brasile nella Confederations Cup 2009 a quella della Spagna nel Mondiale del 2010 vi fu un continuo alternarsi in testa da parte di queste due nazionali, fino al luglio 2010, quando la Spagna si aggiudicò il Mondiale sudafricano.
Il predominio della Spagna fu temporaneamente interrotto, il 24 agosto 2011, dai Paesi Bassi, che lasciarono di nuovo il comando alla Spagna il successivo 21 settembre.
Dopo la fine del Mondiale del 2014, la Germania, grazie alla vittoria del torneo, balzò in testa alla classifica, posizione che non occupava dal 1994, per poi conservarla fino al luglio 2015, quando cedette lo scettro all'Argentina (che riprese il primo posto dopo sette anni). Il primato dell'Albiceleste venne meno nel novembre 2015, quando il Belgio diventò per la prima volta capolista del ranking, prima di cederlo agli argentini cinque mesi più tardi.
Il 6 aprile 2017 il Brasile tornò in vetta al ranking dopo sette anni, ma il 14 settembre dello stesso anno la Germania scalzò i verdeoro dalla posizione più alta della classifica.
La Germania mantenne il primo posto fino al luglio 2018. Dopo essere stata eliminata al primo turno al campionato del mondo del 2018, lasciò il posto alla vincitrice della competizione, la Francia, che non occupava il primo posto dal 2002. Due mesi dopo, nel settembre 2018, la Francia e il Belgio si trovarono appaiate in vetta alla graduatoria. Nell'ottobre 2018 il Belgio staccò i francesi di un punto, divenendo il nuovo leader e rimanendo al comando fino al marzo 2022, quando fu il Brasile ad assumere la testa della graduatoria. Nell'aprile 2023, dopo sei anni, l'Argentina divenne il nuovo leader mondiale al posto del Brasile.

## Critiche
Le classifiche stilate mensilmente sono oggetto di notevole discussione. Soprattutto nel caso del sistema in vigore dal 1999 al 2006, che si basava sulle prestazioni delle squadre in un periodo di 8 anni: squadre che avevano conseguito successi nel passato ma poi decadute erano poco sensatamente classificate in posizioni di vertice. Infatti le classifiche erano piuttosto lente per rispondere significativamente ai cambiamenti di merito. Un'ulteriore critica mossa al ranking FIFA era che le migliori Nazionali di confederazioni di livello non eccelso risultassero evidentemente sopravvalutate. Emblematici, a tal proposito, furono i casi del Messico e degli Stati Uniti che, essendo affiliate alla CONCACAF, raramente avevano modo di confrontarsi in partite ufficiali con formazioni di alto profilo. Quest'ultimo problema è stato parzialmente risolto con l'aggiornamento del 2006, anche se ancora oggi si contano casi, ma con un margine d'errore meno ampio di quello pre-aggiornamento.

## Premi
Ogni anno la FIFA conferisce due premi speciali a seconda delle prestazioni delle Nazionali all'interno del ranking.

### Team of the Year
Il premio Team of the Year viene assegnato alla nazionale che ha ottenuto il punteggio più alto, dato però dalla somma dei migliori 7 risultati ottenuti durante l'anno. La tabella sottostante mostra il podio di questa graduatoria speciale per ogni anno.
| Anno | Primo posto | Secondo posto | Terzo posto |
| ---- | ----------- | ------------- | ----------- |
| 1993 | Germania    | Italia        | Brasile     |
| 1994 | Brasile     | Spagna        | Svezia      |
| 1995 | Brasile     | Germania      | Italia      |
| 1996 | Brasile     | Germania      | Francia     |
| 1997 | Brasile     | Germania      | Rep. Ceca   |
| 1998 | Brasile     | Francia       | Germania    |
| 1999 | Brasile     | Rep. Ceca     | Francia     |
| 2000 | Brasile     | Francia       | Argentina   |
| 2001 | Francia     | Argentina     | Brasile     |
| 2002 | Brasile     | Francia       | Spagna      |
| 2003 | Brasile     | Francia       | Spagna      |
| 2004 | Brasile     | Francia       | Argentina   |
| 2005 | Brasile     | Rep. Ceca     | Paesi Bassi |
| 2006 | Brasile     | Italia        | Argentina   |
| 2007 | Argentina   | Brasile       | Italia      |
| 2008 | Spagna      | Germania      | Paesi Bassi |
| 2009 | Spagna      | Brasile       | Paesi Bassi |
| 2010 | Spagna      | Paesi Bassi   | Germania    |
| 2011 | Spagna      | Paesi Bassi   | Germania    |
| 2012 | Spagna      | Germania      | Argentina   |
| 2013 | Spagna      | Germania      | Argentina   |
| 2014 | Germania    | Argentina     | Colombia    |
| 2015 | Belgio      | Argentina     | Spagna      |
| 2016 | Argentina   | Brasile       | Germania    |
| 2017 | Germania    | Brasile       | Portogallo  |
| 2018 | Belgio      | Francia       | Brasile     |
| 2019 | Belgio      | Francia       | Brasile     |
| 2020 | Belgio      | Francia       | Brasile     |
| 2021 | Belgio      | Brasile       | Francia     |
| 2022 | Brasile     | Argentina     | Francia     |
| 2023 | Argentina   | Francia       | Inghilterra |
| 2024 | Argentina   | Francia       | Spagna      |

### Best Mover of the Year
Il premio Best Mover of the Year venne assegnato dal 1993 al 2006 alle squadre che realizzarono il migliore progresso in cima alla classifica nel corso dell'anno. Non era detto, però, che il premio venisse vinto semplicemente dalla squadra che aveva scalato il maggior numero di posizioni in classifica: veniva, infatti, impiegato un sistema particolare che teneva conto anche di come era stato compiuto tale progresso. La formula impiegata per il calcolo era il prodotto tra il numero di punti in classifica della squadra alla fine dell'anno (z) e il numero di punti guadagnati durante l'anno (y). La squadra che otteneva il prodotto più alto vinceva il premio.

#### Edizioni ufficiali
| Anno | Primo posto | Secondo posto        | Terzo posto    |
| ---- | ----------- | -------------------- | -------------- |
| 1993 | Colombia    | Portogallo           | Marocco        |
| 1994 | Croazia     | Brasile              | Uzbekistan     |
| 1995 | Giamaica    | Trinidad e Tobago    | Rep. Ceca      |
| 1996 | Sudafrica   | Paraguay             | Canada         |
| 1997 | Jugoslavia  | Bosnia ed Erzegovina | Iran           |
| 1998 | Croazia     | Francia              | Argentina      |
| 1999 | Slovenia    | Cuba                 | Uzbekistan     |
| 2000 | Nigeria     | Honduras             | Camerun        |
| 2001 | Costa Rica  | Australia            | Honduras       |
| 2002 | Senegal     | Galles               | Brasile        |
| 2003 | Bahrein     | Oman                 | Turkmenistan   |
| 2004 | Cina        | Uzbekistan           | Costa d'Avorio |
| 2005 | Ghana       | Etiopia              | Svizzera       |
| 2006 | Italia      | Germania             | Francia        |

A partire dal 2007, il riconoscimento ufficiale non è stato più assegnato, ma la FIFA ha continuato informalmente a pubblicare classifiche annuali di best mover. Il metodo precedente di calcolo, inoltre, è stato abbandonato, ed è stato adottato come criterio la differenza di punti guadagnati tra l'anno precedente e quello corrente.

#### Edizioni non ufficiali
| Anno | Primo posto     | Secondo posto | Terzo posto          |
| ---- | --------------- | ------------- | -------------------- |
| 2007 | Mozambico       | Norvegia      | Nuova Caledonia      |
| 2008 | Spagna          | Montenegro    | Russia               |
| 2009 | Brasile Algeria | —             | Slovenia             |
| 2010 | Paesi Bassi     | Montenegro    | Botswana             |
| 2011 | Galles          | Sierra Leone  | Bosnia ed Erzegovina |
| 2012 | Colombia        | Ecuador       | Mali                 |
| 2013 | Ucraina         | Armenia       | Stati Uniti          |
| 2014 | Germania        | Slovacchia    | Belgio               |
| 2015 | Turchia         | Ungheria      | Nicaragua            |
| 2016 | Francia         | Perù          | Polonia              |
| 2017 | Danimarca       | Svezia        | Bolivia              |
| 2018 | Francia         | Uruguay       | Kosovo               |
| 2019 | Qatar           | Algeria       | Giappone             |
| 2020 | Ungheria        | Ecuador       | Malta                |
| 2021 | Canada          | Italia        | Argentina            |
| 2022 | Marocco         | Croazia       | Argentina            |
| 2023 | Panama          | Moldavia      | Malaysia             |
| 2024 | Angola          | Spagna        | Giordania            |